# Paraphlepsius umbrosus
Paraphlepsius umbrosus är en insektsart som beskrevs av Sanders och Delong 1917. Paraphlepsius umbrosus ingår i släktet Paraphlepsius och familjen dvärgstritar. Inga underarter finns listade i Catalogue of Life.